# Cypr na Mistrzostwach Świata w Lekkoatletyce 2022
Cypr na Mistrzostwach Świata w Lekkoatletyce 2022 – reprezentacja Cypru podczas mistrzostw świata w Eugene liczyła 4 zawodników, którzy nie zdobyli żadnego medalu.

## Skład reprezentacji
| Zawodnik        | Konkurencja                | Eliminacje | Eliminacje | Półfinał | Półfinał | Finał | Finał   | Źródło      |
| Zawodnik        | Konkurencja                | Wynik      | Pozycja    | Wynik    | Pozycja  | Wynik | Pozycja | Źródło      |
| --------------- | -------------------------- | ---------- | ---------- | -------- | -------- | ----- | ------- | ----------- |
| Milan Trajković | bieg na 110 m przez płotki | 13,52      | 19. Q      | 13,49    | 19.      | NQ    | NQ      | [ 1 ] [ 2 ] |

| Zawodnik          | Konkurencja  | Kwalifikacje | Kwalifikacje | Finał | Finał   | Źródło      |
| Zawodnik          | Konkurencja  | Wynik        | Pozycja      | Wynik | Pozycja | Źródło      |
| ----------------- | ------------ | ------------ | ------------ | ----- | ------- | ----------- |
| Apostolos Parelis | rzut dyskiem | 62,46        | 16.          | NQ    | NQ      | [ 3 ] [ 4 ] |

### Kobiety
| Zawodniczka     | Konkurencja   | Eliminacje | Eliminacje | Półfinał | Półfinał | Finał | Finał   | Źródło |
| Zawodniczka     | Konkurencja   | Wynik      | Pozycja    | Wynik    | Pozycja  | Wynik | Pozycja | Źródło |
| --------------- | ------------- | ---------- | ---------- | -------- | -------- | ----- | ------- | ------ |
| Oliwia Fotopulu | bieg na 200 m | 23,25      | 27.        | NQ       | NQ       | NQ    | NQ      | [ 5 ]  |

| Zawodniczka      | Konkurencja | Kwalifikacje | Kwalifikacje | Finał | Finał   | Źródło |
| Zawodniczka      | Konkurencja | Wynik        | Pozycja      | Wynik | Pozycja | Źródło |
| ---------------- | ----------- | ------------ | ------------ | ----- | ------- | ------ |
| Filippa Fotopulu | skok w dal  | NM           | NM           | NQ    | NQ      | [ 6 ]  |